# 須磨 (防護巡洋艦)
須磨（すま）は、日本海軍の防護巡洋艦。「明石」は姉妹艦。艦名は神戸市の景勝地「須磨」にちなんで名づけられた。

## 計画
1890年 (明治23年) 10月10日、明治24年度から着手の (三等) 巡洋艦の建造を横須賀ですることが内定し、詳細計画をまとめるように訓令が出された。
大体要領は以下の通り。
- 垂線間長 : 300 ft (91.44 m)
- 最大幅 : 40 ft (12.19 m)
- 吃水 : 前部15 ft (4.57 m)、後部17 ft (5.18 m)
- 排水量 : 約2,800英トン
- 速力 : 20ノット以上
- 兵装
  - 6インチ (15センチ) 速射砲 6門
  - 12センチ速射砲 6門
  - 保式6ポンド (57mm) 速射砲 10門
  - 保式3ポンド (47mm) 速射砲 6門
  - 小銃口径改良ガトリング砲 4基
  - 魚雷発射管 6門
  - 探照灯 4基
- 装載艇 : 7隻

これに対し同年10月22日に詳細設計案が提出された。
この計画では排水量3,700英トン、建造費1,045,700円と
より大型の二等巡洋艦と大差の無い設計になってしまったため、不採用となった。
1891年 (明治24年) 3月25日、改めて明治24年度から着手の三等巡洋艦の詳細設計をするよう横須賀鎮守府へ訓令があった。
造船部に示された大体要領は以下の通り。
- 垂線間長 : 96.000 m
- 最大幅 : 12.200 m
- 吃水 : 前部4.400 m、後部5.000 m、平均4.700 m
- 排水量 : 2,500英トン
- 速力 : 強圧通風21ノット、自然通風19ノット以上
- 推進器 : 3基
- 兵装
  - 15センチ速射砲 2門
  - 12センチ速射砲 6門
  - 3ポンド速射砲 12門
  - 小銃口径機砲 4基
  - 魚雷発射管 3門 (4月18日付で2門に変更[22])
  - 探照灯 3基
- 防御
  - 甲板水平部19mm、傾斜部50mm
  - 司令塔50mm
- 乗員 : 296名
- 装載艇 : 7隻

同年6月5日に詳細設計 (図面、方法書、模型など) が造船部から海軍省へ提出され、6月30日に製造着手の指令が出された。
船体・機関製造の予算は明治24年度から明治28年度までの5年間で総額1,097,768円、
起工は明治25年度を予定した。

## 艦型

### 機関
機関も横須賀で製造された。
主機は計画で4気筒3段レシプロだったが、機械室の艦尾側に余裕がほとんど無いなど設計に無理があり、起工準備中 (1892年4月9日付) に3気筒3段レシプロに改められた。気筒の直径は高圧筒32.3 in (820 mm)、中圧筒48.8 in (1,240 mm)、低圧筒74.8 in (1,900 mm)、行程は28.34 in (720 mm)。艦首側から高圧、中圧、低圧の順に設置された。回転数750rpmで、出力8,500馬力が計画された(強圧通風全力の値)。
復水器は舷側に沿って各1基を装備した。
ボイラーは円缶8基、他に補助缶1基。密閉式強圧通風装置が採用された。
初めて機関部に小修理工場1カ所が設けられ、旋盤などが設置された。木造船時代は甲板上に帆布で囲って鍛冶工場を設け、「高千穂」の頃からボイラー室で作業、「橋立」ではボイラー室上に1区画を設けたが蒸気の熱で高温になるなど作業性が悪かった。

### 兵装
砲熕兵装は以下の通り。
- 15センチ速射砲(口径152mm) 2門、1門につき弾薬130発、空砲20発。
- 12センチ速射砲 6門、1門につき弾薬130発、空砲20発。
- 保式3ポンド (47mm速射) 砲 12門、1門につき弾薬400発、空砲106発。(『日本近世造船史』によると47mm重砲10門、同軽砲2門[2])。
- 峨式小銃口径機砲 (いわゆるガトリング砲) 4基、1基につき弾薬2,500発。(『横須賀海軍船廠史』によると諾式五連小銃口径砲4基[10])。

水雷兵装は14インチ魚雷発射管 2門、
旋回角度は前方20度、後方64度。
装備位置は艦の前部に装備する計画だったが、建造中に艦後部へ変更した。
また1895年 (明治28年) には装備する魚雷発射管が改造されて寸法が変更となり、装備位置はFr19、20番からFr22、23番へ変更された。
魚雷は1門につき4本 (計8本) 搭載とした。
探照灯は3基を装備した。

### 公試成績
竣工を急ぐために強圧通風での速力試験は省略した。
| 実施日        | 種類         | 排水量      | 回転数                    | 出力                          | 速力                              | 場所 | 備考             | 出典   |
| ------------- | ------------ | ----------- | ------------------------- | ----------------------------- | --------------------------------- | ---- | ---------------- | ------ |
| 1896年8月20日 | 自然通風全力 | 2,710英トン | 最大:148 rpm 平均:143 rpm | 最大:6,045馬力 平均:5,735馬力 | 最大:17.81ノット 平均:17.33ノット |      | 蒸気圧力10kg/cm2 | [ 34 ] |

## 艦歴

### 建造
計画時の仮称艦名は乙号巡洋艦。
1892年（明治25年）8月6日、横須賀鎮守府造船部で起工。
1895年（明治28年）3月9日午後3時から命名式が行われ、
乙号巡洋艦を「須磨」と命名、
命名書 本艦明治二十五年八月構造ヲ始メ今艦體成ルヲ告ク依テ須磨ト命名シ進水ス 明治二十八年三月九日
同日進水した。
当初皇后が横須賀を行啓し命名式に臨席の予定だったが諸事情で行啓が延期され、
皇后宮亮三宮義胤が派遣され命名式に出席、その他に海軍大臣の代理として経理局長、横須賀鎮守府司令長官代理などが出席した。
1896年（明治29年）
6月15日に自然通風全力試験を行ったが、クロスヘッドピンが摩擦により過熱が生じ試験を中止、また7月6日にボイラーからの漏水により、7月15日も機関故障により自然通風全力試験が中止された。
これらより現状のままで強圧通風試験を行うとボイラーの寿命が著しく短くなる恐れがあった。
8月20日に自然通風全力試験 (標柱間4回航行) と旋回力試験を行った。
旋回力試験途中で右舷中圧筒の後進エキセントリック・ロッドが屈曲、また帰港途中で1号ボイラーから漏水した。
10月5日に艦隊から「須磨」の至急就役の要請があり、
10月6日に強圧通風試験は中止し公試発射が終わり次第引き渡し、と訓令が出された。
12月2日に「須磨」は造船部から艦長へ引き渡された (竣工)。
残工事は12月11日に完了した。

### 就役
12月26日、ドック入りした防護巡洋艦「松島」に代わり、一時的に常備艦隊旗艦となる。その後1897年（明治30年）4月24日に常備艦隊旗艦「鎮遠」から幕僚や要員が移乗し、再び旗艦に指定される。6月14日、旗艦はイギリスで竣工を待つ戦艦「富士」に変更された。
1898年（明治31年）3月21日、三等巡洋艦に類別。
米比戦争により1899年（明治32年）2月から4月まで、邦人保護のためマニラに派遣。
義和団の乱では1900年（明治33年）6月から翌月にかけて大沽に出動した。
1903年（明治36年）12月28日、第二艦隊隷下の第四戦隊に配属されるも、新造艦の新高の参加により翌1904年2月5日付けで第三艦隊（司令長官：片岡七郎中将、旗艦：防護巡洋艦厳島）隷下の第六戦隊（司令官：東郷正路少将、須磨、和泉、千代田、秋津洲）に移され戦隊旗艦となる。
日露戦争に際しては、旅順攻略作戦、黄海海戦、日本海海戦、樺太作戦等に参加。
1909年 (明治42年) 4月に大修理を行った。
1912年（大正元年）8月28日、二等巡洋艦に等級変更。
第一次世界大戦では、シンガポール、インド洋、紅海での作戦に従事した。

### 海防艦
1921年（大正10年）9月1日、二等海防艦に類別変更された。
1923年（大正12年）4月1日に除籍、
艦艇類別等級表からも削除された。

### 除籍後
「須磨」は雑役船に編入、佐世保防備隊で使用された。
1924年 (大正13年) 
3月17日に「須磨」を鎮海防備隊で潜水艦母艇として使用したいため、現状調査が依頼された。
船体修理などで約59,300円、端舟類新造で32,200円、機関修理手入れなどで16,092円と見積もられ、
費用が多大として「須磨」の使用は見送られた。
また3月20日に長崎県日宇村から無償譲渡の請願が出されたが、
維持するための技術上の知識、人員、経費などを1つの村で賄うことは困難と判断され請願は却下された。
村としては図書館、宿泊設備などを置いて夏期に講習会を開くなど一般開放をしたい旨だった。
更に8月18日に皇道宣揚会 (兵庫県明石市) から宣伝用として「須磨」の無償譲渡が請願されたが、却下された。
9月22日に「須磨」売却の訓令が出された。
9月30日付で軍務局から中国大陸方面の擾乱のために売却処分一時見合わせの要請があったが、12月23日付で要請は撤回された。
翌1925年 (大正14年) 2月9日に佐世保海軍港務部から佐世保海軍工廠へ引き渡し、船体は同年7月7日、大阪市中井利兵衛に138,100円で売却された。
7月31日に代金を領収し8月4日に引渡、大阪からの曳船に曳かれ8月7日に佐世保を出港、13日に大阪に到着した。
同地で市民に縦覧の上、安治川工場で解体が予定された。

## 艦長
※『日本海軍史』第9巻・第10巻の「将官履歴」及び『官報』に基づく。階級は就任時のもの。
- 鹿野勇之進 大佐：1896年5月2日 - 1897年12月27日
- 三須宗太郎 大佐：1897年12月27日 - 1898年5月23日
- 山田彦八 大佐：1898年5月23日 - 1899年6月17日
- （心得）藤井較一 中佐：1899年6月17日 - 1899年9月29日
- 藤井較一 大佐：1899年9月29日 - 1899年10月7日
- 島村速雄 大佐：1899年10月7日 - 1900年7月4日
- 成川揆 大佐：1900年8月6日 - 1900年9月25日
- 上原伸次郎 大佐：1900年9月25日 - 1901年1月23日
- 松枝新一 大佐：1901年1月23日 - 1901年2月9日
- 太田盛実 大佐：1901年2月18日 - 1902年1月28日
- 佐伯誾 中佐：1902年1月28日 - 1902年4月22日
- 和田賢助 大佐：1903年4月12日 - 1903年10月15日
- 土屋保 大佐：1903年10月15日 - 1905年1月21日
- 栃内曽次郎 大佐：1905年1月21日 - 1905年12月12日
- 江口麟六 大佐：1905年12月12日 - 1906年11月28日
- 臼井幹蔵 中佐：1906年11月28日 - 1907年12月27日
- 竹下勇 大佐：1907年12月27日 - 1908年12月10日
- 竹内次郎 中佐：1908年12月10日 - 1910年12月1日
- 布目満造 大佐：1911年5月23日 - 1911年6月28日
- （兼）武部岸郎 中佐：1911年6月28日 - 1911年8月16日
- （兼）片岡栄太郎 大佐：1911年8月16日 - 1911年10月25日
- 堀輝房 中佐：1911年10月25日 - 1912年8月13日
- 奥田貞吉 大佐：1912年8月13日 - 1912年12月1日
- 三輪修三 大佐：1912年12月1日 - 1913年4月1日
- 幸田銈太郎 大佐：1913年4月1日 - 1913年12月1日
- 白石直介 大佐：1913年12月1日 - 1914年12月1日
- 四元賢助 大佐：1914年12月1日 - 1915年12月13日
- 福地嘉太郎 中佐：1915年12月13日 - 1916年12月1日
- 犬塚太郎 大佐：1916年12月1日 - 1917年2月7日
- 安村介一 大佐：1917年2月7日 - 1917年12月1日
- 名古屋為毅 大佐：1917年12月1日[60] - 1918年5月13日[61]
- （兼）大谷幸四郎 大佐：1918年5月13日 - 1918年9月10日
- 宮村暦造 中佐：1918年9月10日 - 1919年11月20日
- 豊島二郎 中佐：1919年11月20日[62] - 1920年10月5日[63]
- 園田繁喜 中佐：1920年10月5日[63] - 1920年12月1日[64]
- 藤田尚徳 大佐：1920年12月1日 - 1921年8月6日
- 太田千尋 大佐：1921年8月6日[65] - 1922年5月15日[66]
- 池田他人 大佐：1922年5月15日 - 1922年11月10日
- （心得）関根繁男 中佐：1922年11月10日[67] -

## 艦船符号

### 信号符字
- GQHC : 1895年4月4日[68] -

## 参考資料
- 浅井将秀/編『日本海軍艦船名考』東京水交社、1928年12月。
- アジア歴史資料センター（公式）
  - 国立公文書館
    - 公文類聚
    - 『公文類聚・第十九編・明治二十八年・第二十四巻・軍事二・陸軍二・海軍：横須賀鎮守府造船部ニ於テ製造ノ乙号巡洋艦ヲ須磨ト命名ス』。Ref.A15113002300。
    - 『公文類聚・第十九編・明治二十八年・第二十七巻・交通（郵便～船車）：軍艦須磨其他ノ艦船ヘ点附ノ信号符字』。Ref.A15113036900。

  - 防衛省防衛研究所
    - 公文備考別輯
    - 「軍艦須磨製造一件(1)」『公文備考別輯 新艦製造書類 須摩 明石 宮石 明治22～32』、JACAR:C11081490400。
    - 「軍艦須磨製造一件(2)」『公文備考別輯 新艦製造書類 須摩 明石 宮石 明治22～32』、JACAR:C11081490500。
    - 「軍艦須磨製造一件(3)」『公文備考別輯 新艦製造書類 須摩 明石 宮石 明治22～32』、JACAR:C11081490600。
    - 公文備考
    - 「貸借(3)」『大正13年 公文備考 巻24 艦船4』、JACAR:C08051097500。
    - 「配属(2)」『大正13年 公文備考 巻24 艦船4』、JACAR:C08051098200。
    - 「沖風､須磨､白雪､松風､野分､霰､津軽」『大正13年 公文備考 巻25 艦船5』、JACAR:C08051100300。
    - 「旧軍艦須磨に関する件」『昭和2年 公文備考 巻40 艦船11』、JACAR:C04015650400。
    - 公文雑輯
    - 『明治29年 公文雑輯 巻5 艦船1：明治29年12月26日 軍艦松島船渠に入り修理中一時軍艦須磨を常備艦隊司令長官の旗艦とし定むる件』。Ref.C10125844600。
    - 『明治30年 公文雑輯 巻7 艦船1：明治30年4月24日 軍艦鎮遠の常備艦隊司令官旗艦を止めの件』。Ref.C10126094600。
    - 『明治30年 公文雑輯 巻7 艦船1：明治30年6月14日 軍艦須磨の常備艦隊司令官旗艦を止めの件』。Ref.C10126094700。
    - 公文雑輯別集
    - 「明治34年1月7日～明治34年12月16日 軍艦須磨現状報告 明治34年1月1日調～明治34年12月1日調」『明治34年 公文雑輯別集 巻5 艦船現状報告5』、JACAR:C10100333700。
    - 達
    - 『大正10年 達 完：9月』。Ref.C12070079200。
- 海軍大臣官房『海軍制度沿革. 巻8』海軍大臣官房、1940年。*国立国会図書館デジタルコレクションinfo:ndljp/pid/1886716。
- 海軍歴史保存会『日本海軍史』第7巻、第9巻、第10巻、第一法規出版、1995年。
- 片桐大自『聯合艦隊軍艦銘銘伝』普及版、光人社、2003年。
- 呉市海事歴史科学館編『日本海軍艦艇写真集・巡洋艦』ダイヤモンド社、2005年。
- 造船協会 編『日本近世造船史 (明治時代)』 明治百年史叢書 第205巻、原書房、1973年（原著1911年）。
- 日本舶用機関史編集委員会 編『帝国海軍機関史』 明治百年史叢書 第245巻、原書房、1975年11月。
- 防衛庁防衛研修所戦史室『海軍軍戦備<1> 昭和十六年十一月まで』 31巻、朝雲新聞社〈戦史叢書〉、1969年。
- 雑誌「丸」編集部『写真 日本の軍艦 第5巻 重巡Ⅰ』（光人社、1989年） ISBN 4-7698-0455-5
- 横須賀海軍工廠 編『横須賀海軍船廠史』 明治百年史叢書 第170巻、原書房、1973年3月（原著1915年）。
- 『官報』